# تيموثي أ. سبرينغر
تيموثي أ. سبرينغر (بالإنجليزية: Timothy A. Springer)‏ هو أستاذ جامعي أمريكي، ولد في 23 فبراير 1948 في Fort Benning ‏ في الولايات المتحدة.